# Padrones de Bureba
Padrones de Bureba es un municipio y localidad española de la provincia de Burgos, en la comunidad autónoma de Castilla y León. El término municipal, ubicado en la comarca de La Bureba, tiene una población de 59 habitantes (INE 2024).

## Geografía

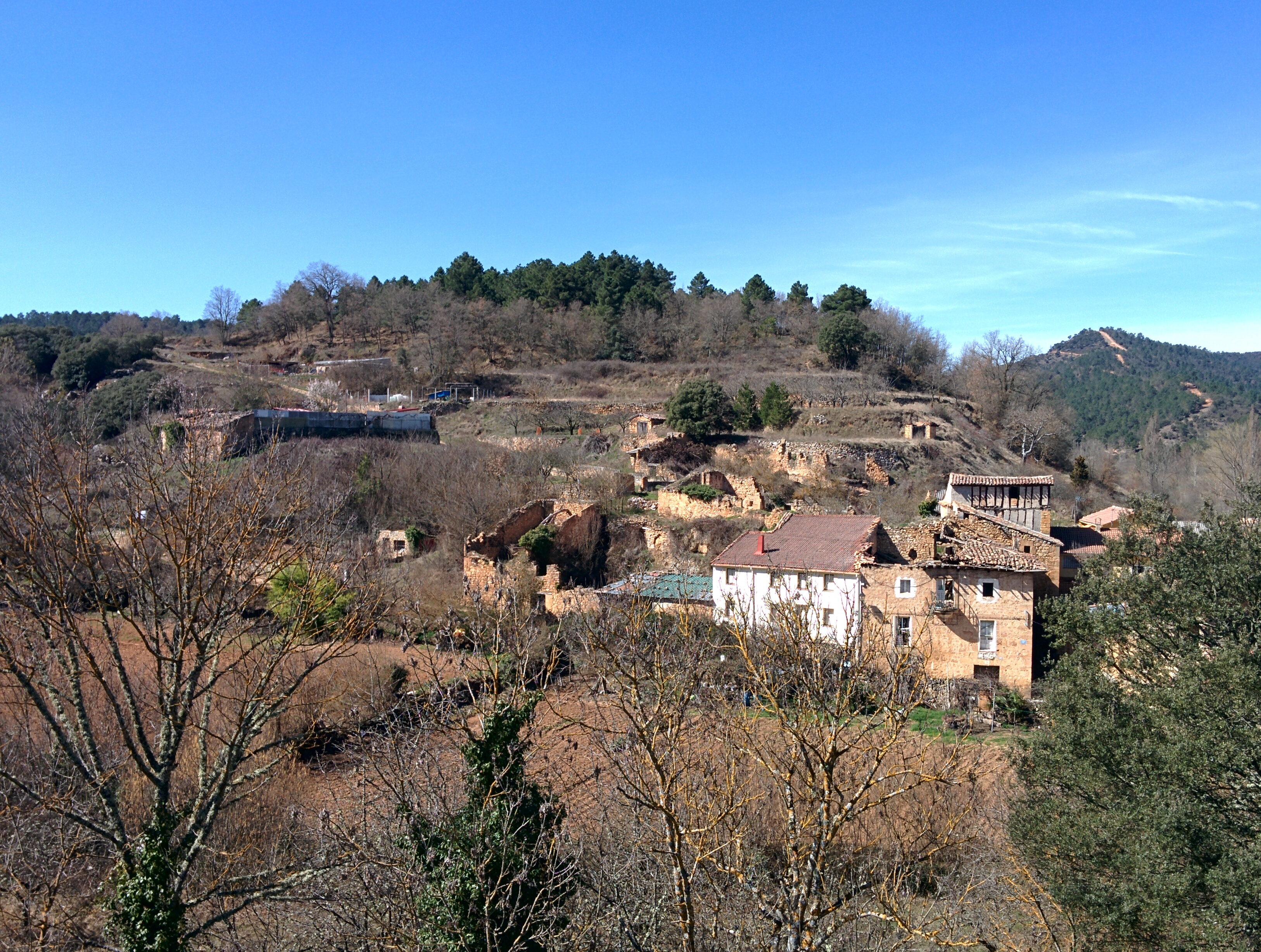
Vista parcial

Se encuentra a los pies del Altotero, que tiene una altitud de 1176 m sobre el nivel del mar. 
El término tiene un área de 20,32 km² con una población de 86 habitantes (INE 2007) y una densidad de 2,46 hab./km².
Ubicado en el Valle de las Caderechas, forma parte del partido judicial de Briviesca. El acceso a la localidad se realiza por la carretera local BU-V-5027, que partiendo de Aguas Cándidas finaliza en esta localidad. Camino rural hasta Villalta en el Páramo de Masa.

## Historia
Padrones aparece citado en un documento del Monasterio de San Salvador de Oña en el año 1156.
En el Antiguo Régimen, Padrones era una villa de la cuadrilla de Caderechas, una de las siete cuadrillas en que se dividía la Merindad de Bureba perteneciente al partido de Bureba. jurisdicción de realengo con regidor pedáneo.
A la caída del Antiguo Régimen queda constituida en ayuntamiento constitucional del mismo nombre, en el partido  de Briviesca, región de Castilla la Vieja, contaba entonces con 109 habitantes.
En la década de 1910 tenía contabilizada una población de 242 habitantes.

## Demografía
Padrones de Bureba cuenta con una población de 59 habitantes (INE 2024).
| Gráfica de evolución demográfica de Padrones de Bureba entre 1842 y 2021                                                                                         |
| |
| Población de derecho según los censos de población del INE. Población de hecho según los censos de población del INE.En este censo se denominaba Padrones: 1842. |

Al igual que la mayoría de los pueblos castellanos, Padrones de Bureba sufrió una dramática despoblación a partir de la década de 1960.  La población que abandonaba Padrones de Bureba se dirigía en busca de una mejor vida principalmente a la ciudad de Burgos y a la región industrial del Gran Bilbao.

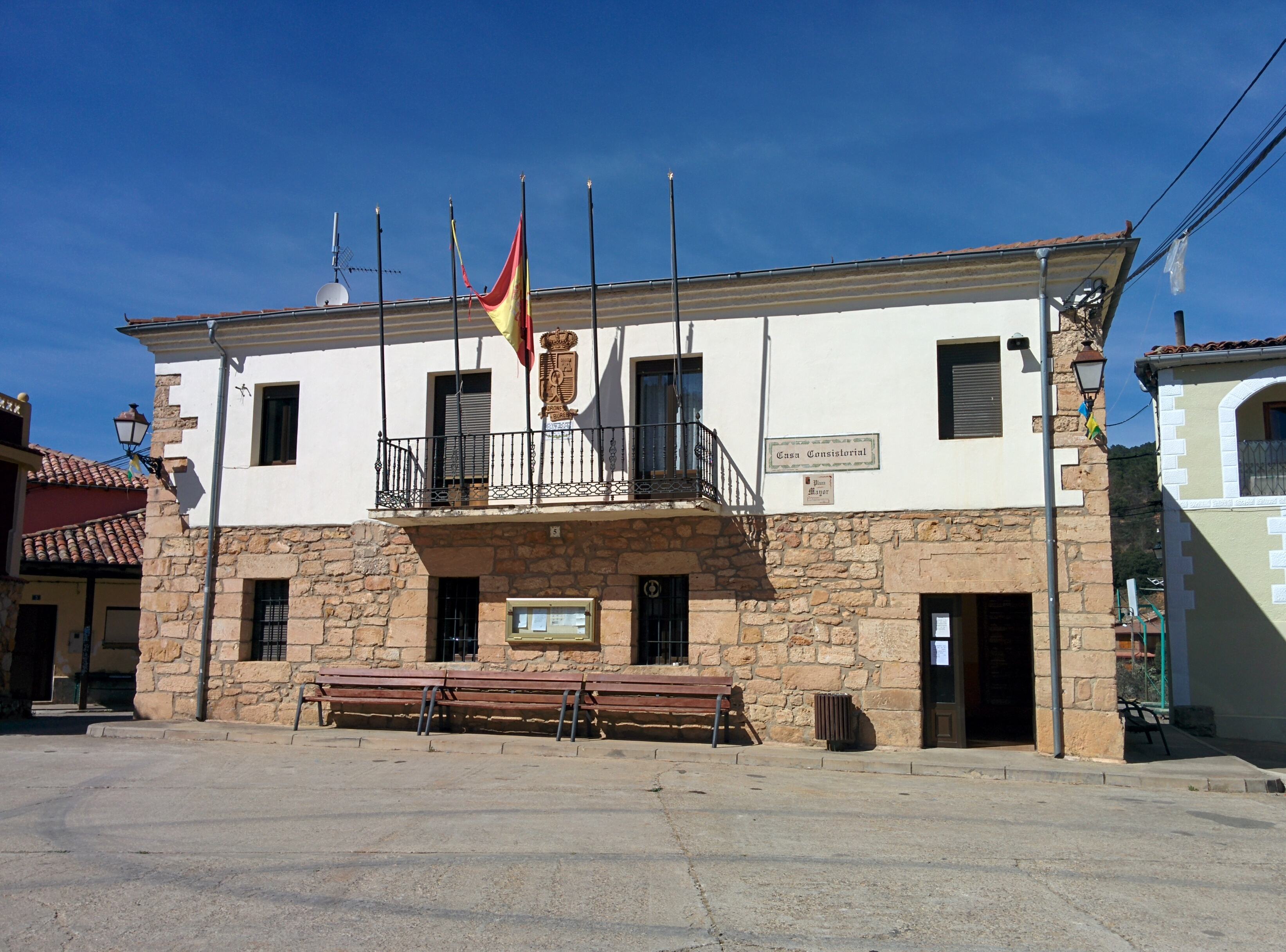
Casa consistorial

| 1842 | 1857 | 1860 | 1877 | 1887 | 1897 | 1900 | 1910 | 1920 | 1930 | 1940 | 1950 | 1960 | 1970 | 1981 | 1991 | 2001 | 2010 |
| ---- | ---- | ---- | ---- | ---- | ---- | ---- | ---- | ---- | ---- | ---- | ---- | ---- | ---- | ---- | ---- | ---- | ---- |
| 109  | 246  | 248  | 277  | 250  | 231  | 244  | 242  | 245  | 271  | 287  | 307  | 259  | 158  | 153  | 95   | 66   | 46   |

## Patrimonio

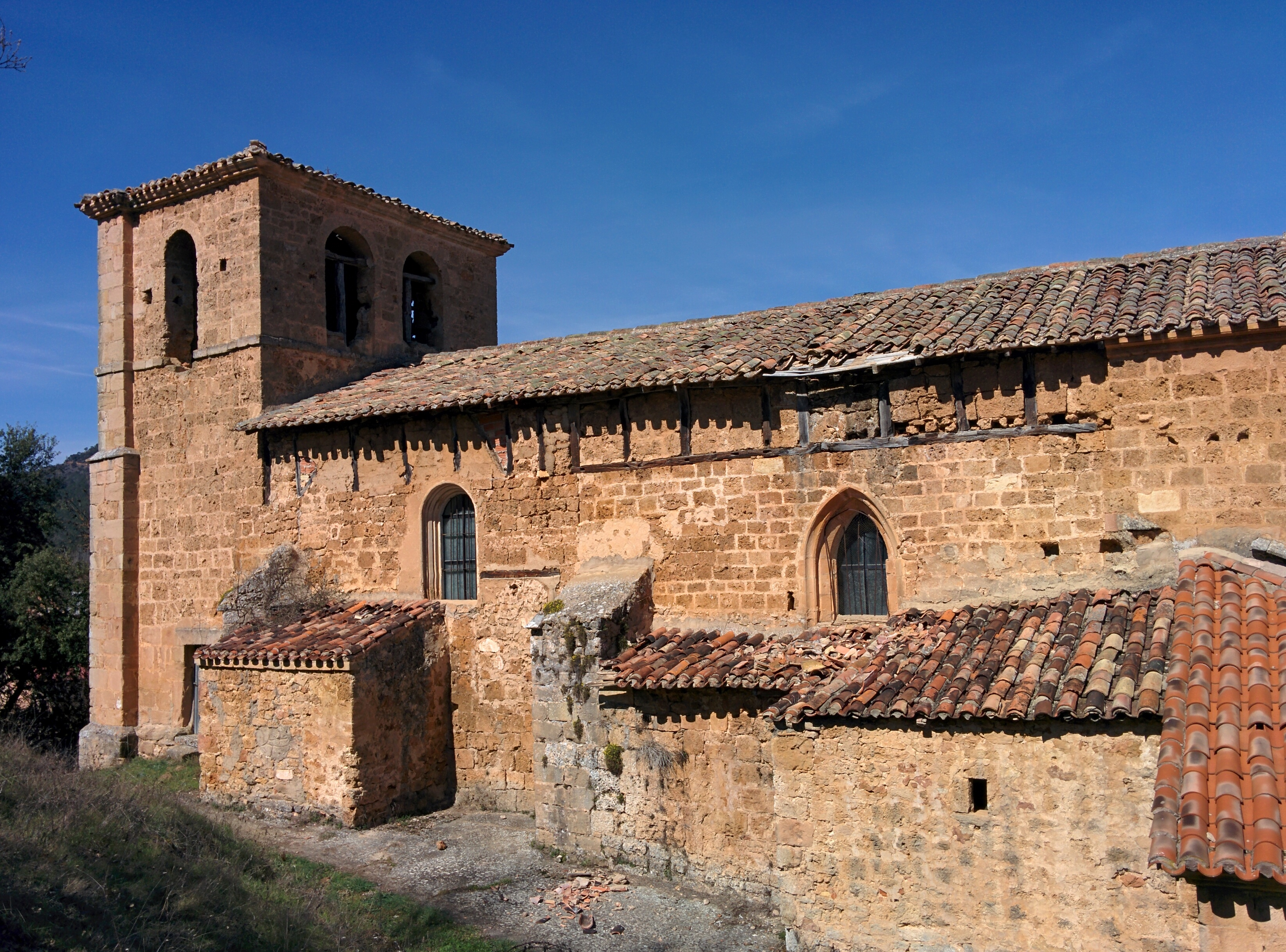
Iglesia de San Mamés Mártir

Su iglesia parroquial está dedicada a San Mamés y en su interior hay un retablo gótico e interesantes pinturas. Este retablo fue trasladado hace unos años al Museo del Retablo de Burgos, en la iglesia de San Esteban. Tiene dos ermitas dedicadas a Santa Olalla y a San Martín. Según el famoso diccionario publicado en el año 1847 por Pascual Madoz, la villa pertenece al partido judicial de Briviesca, cuenta con una escuela, dos molinos harineros en el cauce del riachuelo Barruel. El terreno es montañoso, hay un bosque poblado de encinas, robles y pinos. Se cree que su nombre proviene de diferentes padrones que hacían sus habitantes. 

## Cultura

### Fiestas
Celebran las festividades del mártir San Mamés el día 7 de agosto y la de su patrona, Nuestra Señora de las Mercedes , el 24 de septiembre.

### Gastronomía
Gastronomía de la Bureba: olla podrida (legumbres con productos de cerdo: patas, costillas, orejas, morcillas, etc.), cangrejos de río, embutidos, morcillas. Almendras garrapiñadas, queso fresco y yemas. Morcilla frita con pimientos, La morcilla de Burgos se compone de tripa, sangre y manteca de cerdo, cebolla, arroz y sal. Además Padrones de Bureba destaca por su cereza y manzana autóctona.